# Филарет (Раменский)
Епи́скоп Филаре́т (в миру Феодо́сий Евгра́фович Ра́менский; 25 марта 1880, село Старая Рудня, Рогачёвский уезд, Могилёвская губерния — 1 ноября 1937, Минск) — деятель «Белорусской автокефалии», епископ Бобруйский, викарий Минской епархии.

## Биография
Родился в селе Старая Рудня Рогачёвского уезда Могилёвской губернии (ныне Гомельская область) в семье священника. С детства отличался необыкновенной любознательностью и большими способностями.
В 1911 году окончил историко-филологический факультет Императорского Московского университета.
С 1911 года — секретарь Минского епархиального училищного совета. С 1916 года — помощник инспектора Минской духовной семинарии, А. Панова. С 1918 года — преподаватель Минской железнодорожной гимназии, затем Минского института народного образования.
В 1921 году епископом Мелхиседеком (Паевским) пострижен в монашество с именем Филарет, возведён в сан иеродиакона и иеромонаха. Был священником Александро-Невской церкви Минска.
В 1922 году уклонился в обновленческий раскол. В марте 1923 года в Минске хиротонисан во епископа Бобруйского, викария Минской обновленческой епархии с кафедрой в Николаевском соборе Бобруйска. Хиротонию совершили митрополит Мелхиседек (Паевский) и архиепископ Алексий (Дьяконов).
19 мая 1923 года избран председателем минского комитета СОДАЦ.
В 1923 году принёс покаяние патриарху Тихону и был принят в сане епископа.
В ноябре 1925 года епископ Филарет фактически возглавил Минскую епархию, сумев сплотить вокруг себя большую часть служившего в ней духовенства.
Встал в оппозицию к Заместителю Патриаршего Местоблюстителя митрополиту Сергию и 9-10 августа 1927 года под председательством епископа Филарета в Минске состоялся епархиальный съезд, на котором он объявил себя автокефальным епископом Минским. В съезде принимали участие представители исключительно Минской епархии (333 прихода), и не было никого из других епархий Белоруссии. Полномочий на подобное решение от других православных архиереев получено не было. Только епископ Слуцкий Николай (Шеметило) поддержал его. Против автокефалии выступил епископ Могилёвский Феодосий (Ващинский). 5 октября 1927 года митрополитом Сергием (Страгородским) запрещён в священнослужении.
До февраля 1930 года епископ Филарет часто посещал Бобруйск, служил в бобруйском Николаевском соборе. По благословению епископа при соборе было организовано сестричество. С февраля 1930 года кафедра располагалась в Екатерининской (на Немиге) церкви Минска. В ноябре 1933 года епископ Филарет, вместе со служившими с ним пастырями, был изгнан властями из Екатерининской церкви. Некоторое время епископ Филарет прослужил в маленькой кладбищенской церкви святого Иоанна Предтечи в деревне Большая Слепянка Минского района. Затем, в 1934 году, власти разрешили ему вернуться в Минск, где он стал служить в церкви святой Марии Магдалины на Сторожовке. Когда весной 1937 года был закрыт последний из минских католических храмов, Филарет позволил католикам молиться в церкви.
Назначенный в 1933 году на Могилёвскую кафедру архиепископ Павлин (Крошечкин) приложил много сил к уврачеванию автокефального раскола и примирению епископа Филарета с Церковью. Архиепископу Павлину удалось договориться об упразднении автокефалии, о чём позже отправлена в Москву докладная записка заместителю Патриаршего Местоблюстителя митрополиту Сергию (Страгородскому), однако об этой записке стало известно НКВД, и 2 октября 1935 года архиепископа Павлина арестовали, предъявив ему обвинение в создании «единого церковного контрреволюционного блока».
28 июля 1937 года вместе с клириками церкви святой Марии Магдалины на Сторожовке епископ Филарет был арестован. Сам храм был закрыт. 25 октября 1937 года постановлением Особой Тройки НКВД Белорусской CСР приговорен к высшей мере наказания. Расстрелян 1 ноября 1937 года в Минске. Вместе с епископом Филаретом расстреляны ещё 11 человек, в том числе его сестра Мария (Родилась 24.X/1882, арестована 3.IX/1937, реабилитирована 11.III/1958 трибуналом БВО).
Реабилитирован 31 марта 1989 года прокуратурой БВО.